# Ceriagrion indochinense
Ceriagrion indochinense е вид водно конче от семейство Coenagrionidae. Видът не е застрашен от изчезване.

## Разпространение
Разпространен е във Виетнам, Китай (Хайнан), Лаос и Тайланд.